# American Journal of Sociology
«Американский журнал социологии» (англ. American Journal of Sociology — AJS) — старейший научный журнал по социологии в США (основан в 1895 году). Издаётся раз в два месяца Чикагским университетом. В журнале представлены работы по теории, методологии, практике и истории социологии. AJS также публикует статьи на темы, не являющиеся предметом социологии в чистом виде. Так, в нём публикуются антропологи, историки, экономисты, психологи и другие представители общественных наук.
Согласно Journal Citation Reports в 2009 году импакт-фактора журнал составил 3.476, а сам журнал занял вторую строчку среди 114 журналов по социологии.

## Главные редакторы
- Альбион Смолл (1895–1926)
- Эллсворт Фарис[англ.] (1933–1936)
- Эрнст Бёрджесс (1936–1940)
- Герберт Блумер (1940–1952)
- Эверетт Хьюз[англ.] (1952–1957)
- Питер Росси[англ.] (1957–1958)
- Эверетт Хьюз[англ.] (1959–1960)
- Питер Блау (1960–1966)
- Чарльз Андерсон (1967—1973)
- Чарльз Бидвелл[англ.] (1973–1978)
- Эдвард Лауманн[англ.] (1978–1984)
- Уильям Пэриш[англ.] (1984–1992)
- Марта Тиенда[англ.] (1992–1996)
- Эдвард Лауманн[англ.] (1996–1998)
- Роджер Гулд[англ.] (1998–2001)
- Эндрю Эбботт (с 2001)

В 1926—1933 годы соредакторами журнала являлись Эллсворт Фарис, Роберт Парк, Эрнст Бёрджесс, Фэй-Купер Кол, Марион Талбот, Фредерик Старр, Эдуард Сепир, Луис Вирт, Эйлер Семпсон, Эдвард Уэбстер, Эдвин Сатерленд, Уильям Огборн, Роберт Редфилд.